# Oskar Lindroos

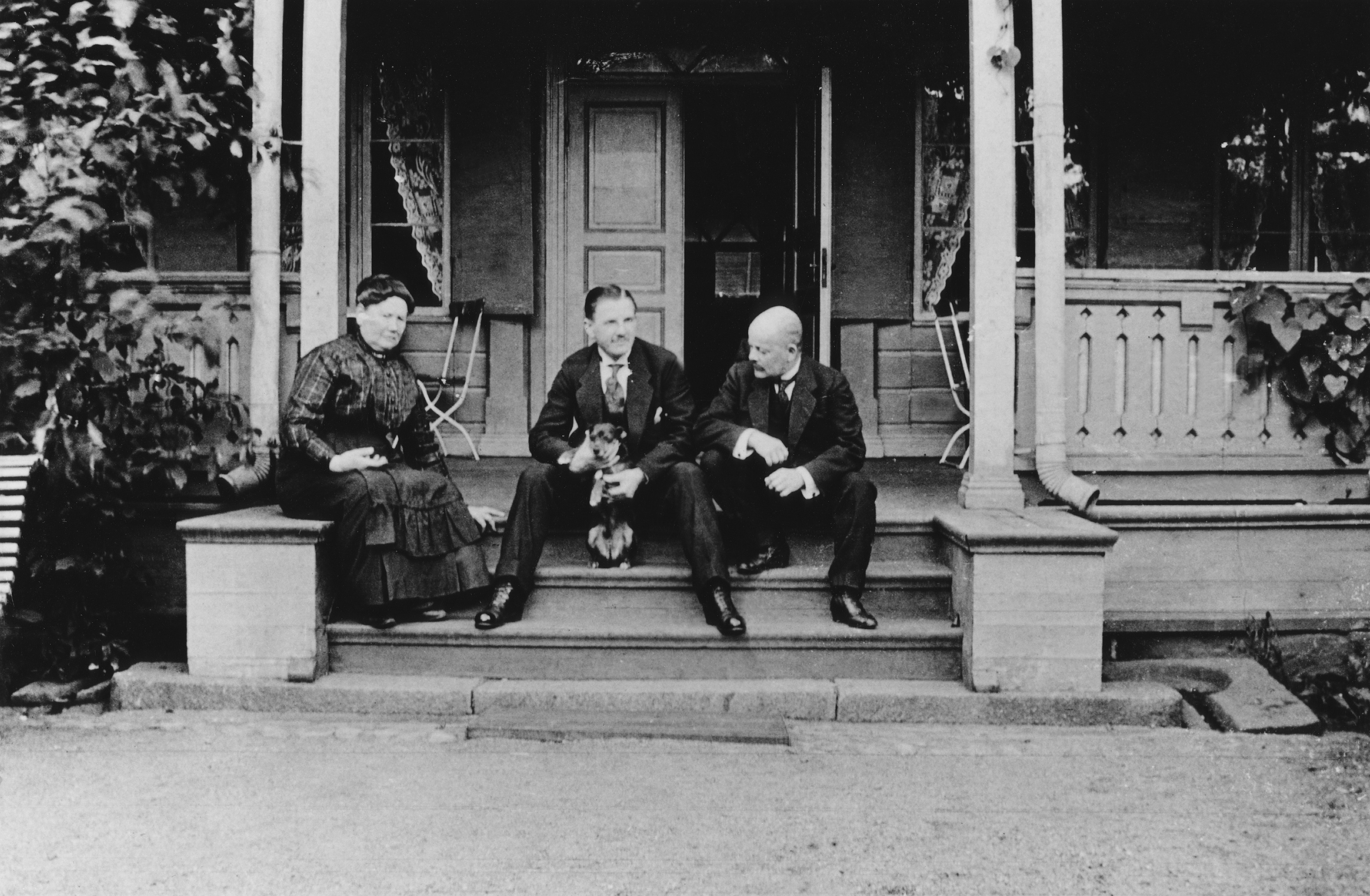
Oskar Lindroos (till höger) på trappan till Restaurang Kajsaniemi i Helsingfors, 1910-talet

Frans Oskar Lindroos, född 10 maj 1885 i Kuopio, död 16 juni 1959  i Helsingfors, var en finländsk guldsmed och fabrikör.
Oskar Lindroos föräldrar var guldsmeden Frans Wiktor Lindroos och Maria Lovisa Bäckström. Han gick i Helsingfors finska samskola 1894–1895 och Helsingfors finska realgymnasium 1895–1899. Guldsmedsyrket lärde han sig i sin fars guldsmedsverkstad. 
År 1907 tog han över Lindroos familjeföretag i Helsingfors, som grundades 1878. Han ombildade det i det sammanhanget till Oy Osk. Lindroos Ab. Han grundade 1925 Finländska Guldsmedscentret Oy. Oskar Lindroos var hedersmedlem i Finlands Guldsmedsförbund.
Oskar Lindroos hade två söner, som också blev guldsmeder.